# Mike O'Malley
Michael Edward 'Mike' O'Malley  (Boston, 31 oktober 1966) is een Amerikaans acteur. Hij werd in 2010 genomineerd voor een Primetime Emmy Award voor zijn rol als Burt Hummel in de muzikale komedieserie Glee. Samen met de hele cast daarvan werd hij in zowel 2011 als 2012 vervolgens genomineerd voor een Screen Actors Guild Award. O'Malley maakte in 1991 zijn acteerdebuut als een niet bij naam genoemde politieagent in de politieserie Law & Order. Zijn eerste filmrol volgde in 1998, als Dan in de romantische tragikomedie Some Girl.

## Carrière
O'Malleys carrière voor de camera's begon als presentator van verschillende spelprogramma's op de kinderzender Nickelodeon. Na zijn acteerdebuut in Law & Order kreeg hij vervolgens een wederkerende rol als Roger Hoyt in de komedieserie. Dat bleek het eerste van meerdere vaste personages in voornamelijk komedieseries voor O'Malleys. Zijn omvangrijkste rol daarin volgde in de periode 2000-2006, waarin hij meer dan 120 afleveringen de luie levensgenieter Jimmy Hughes speelde in Yes, Dear. Ook verscheen hij vanaf 1998 regelmatig op het witte doek, zowel in komedies als in serieuzere titels.
O'Malley maakte in 2011 zijn filmdebuut als scenarioschrijver én als producent. met de dramafilm Certainty.

## Filmografie
*Exclusief televisiefilms
- R.I.P.D. (2013)
- 3 Geezers! (2013)
- So Undercover (2012)
- Glee Encore (2011)
- Cedar Rapids (2011)
- Eat Pray Love (2010)
- Meet Dave (2008)
- Leatherheads (2008)
- On Broadway (2007)
- The Perfect Man (2005)
- 28 Days (2000)
- Pushing Tin (1999)
- Above Freezing (1998)
- Deep Impact (1998)
- Some Girl (1998)

## Televisieseries
*Exclusief eenmalige gastrollen
- Welcome to the Family - Dan Yoder (2013-...)
- Glee - Burt Hummel (2009-2015, 47 afleveringen)
- Justified - Nicky Augustine (2013, zes afleveringen)
- Glenn Martin DDS - Verschillende stemmen (2009-2011, drie afleveringen)
- Parenthood - Jim Kazinsky (2010, drie afleveringen)
- My Name Is Earl - Stuart Daniels (2006-2009, veertien afleveringen)
- My Own Worst Enemy - Tom Grady/Raymond Carter (2008, negen afleveringen)
- Yes, Dear - Jimmy Hughes (2000-2006, 122 afleveringen)
- Baby Blues - stem Darryl MacPherson (2000-2002, drie afleveringen)
- The Mike O'Malley Show - Mike (1999, twee afleveringen)
- Life with Roger - Roger Hoyt (1996-1997, twintig afleveringen)
- Snowpiercer (televisieserie)- Sam Roche (2020-2022)

## Privé
O'Malley trouwde in 2000 met Lisa, met wie hij dochter Fiona en zonen Seamus en Declan kreeg.
- Biblioteca Nacional de España: XX5461334
- Bibliothèque nationale de France: cb16255974m (data)
- International Standard Name Identifier: 0000 0000 4859 4689
- Library of Congress Control Number: no2006007394
- Nationale Bibliotheek van Israël: 987007363508805171
- Virtual International Authority File: 26809776
- WorldCat: E39PBJbxHgQTwPfFHRXpxfTvHC